# Zeke Manyika
Zeke Manyika (* 23. Februar 1955 in Simbabwe) ist ein Musiker und Schlagzeuger.
Der aus Rhodesien (dem heutigen Simbabwe) in den 70ern nach Großbritannien übergesiedelte Musiker Zeke Manyika schloss sich 1982 der schottischen Band Orange Juice an.  Er spielte dort bis zur Auflösung der Band Schlagzeug und schrieb auch an einigen Stücken mit, u. a. auch an der Single "Rip it up", die es in Großbritannien auf Platz 8 der Charts schaffte. 1983 spielte Manyika auf drei Stücken das Schlagzeug für das Album Soul Mining der britischen Band The The ein. Beim Stück Giant, wie auch auf späteren Alben von The The, steuerte er seinen Gesang bei.
1989 brachte Manyika die Solo-CD Mastercrime heraus. Die Auskopplung Bible Belt wurde von Matt Johnson produziert.
2017 trug er den Schlagzeug-Part zur Single We Can't Stop What's Coming von The The bei, die anlässlich des Record Store Day veröffentlicht wurde.

## Diskografie
Alben mit Orange Juice
- 1982: Rip It Up
- 1984: Texas Fever
- 1984: The Orange Juice

Soloalben
- 1985: Call & Response
- 1989: Mastercrime

Beteiligung
- 1983: The The – Soul Mining
- 1984: Marc Almond – Vermin In Ermine
- 1984: The Style Council – My Ever Changing Moods
- 1986: The The – Infected
- 1992: The The – Dusk
- 1992: Paul Weller – Above The Clouds 12"
- 1999: Faze Action – Moving Cities
- 2001: Mescalito – We Disappeared In Style
- 2016: Faze Action – Mangwana EP
- 2016: The The – We Can't Stop What's Coming 7"